# Allraheligaste Guds moders födelses kyrka, Kosjerić
Allraheligaste Guds moders födelses kyrka (serbisk kyrilliska: Црква Рођења Пресвете Богородице; latinska: Crkva Rođenja Presvete Bogorodice) är en serbisk-ortodox kyrkobyggnad belägen i tätorten Kosjerić, i Zlatibor distrikt i den statistiska regionen Šumadija och västra Serbien, i Serbien.
Kyrkan är helgad åt den liturgiska festdagen Jungfru Marie födelse och tillhör stiftet Žičas stift.

## Bilder

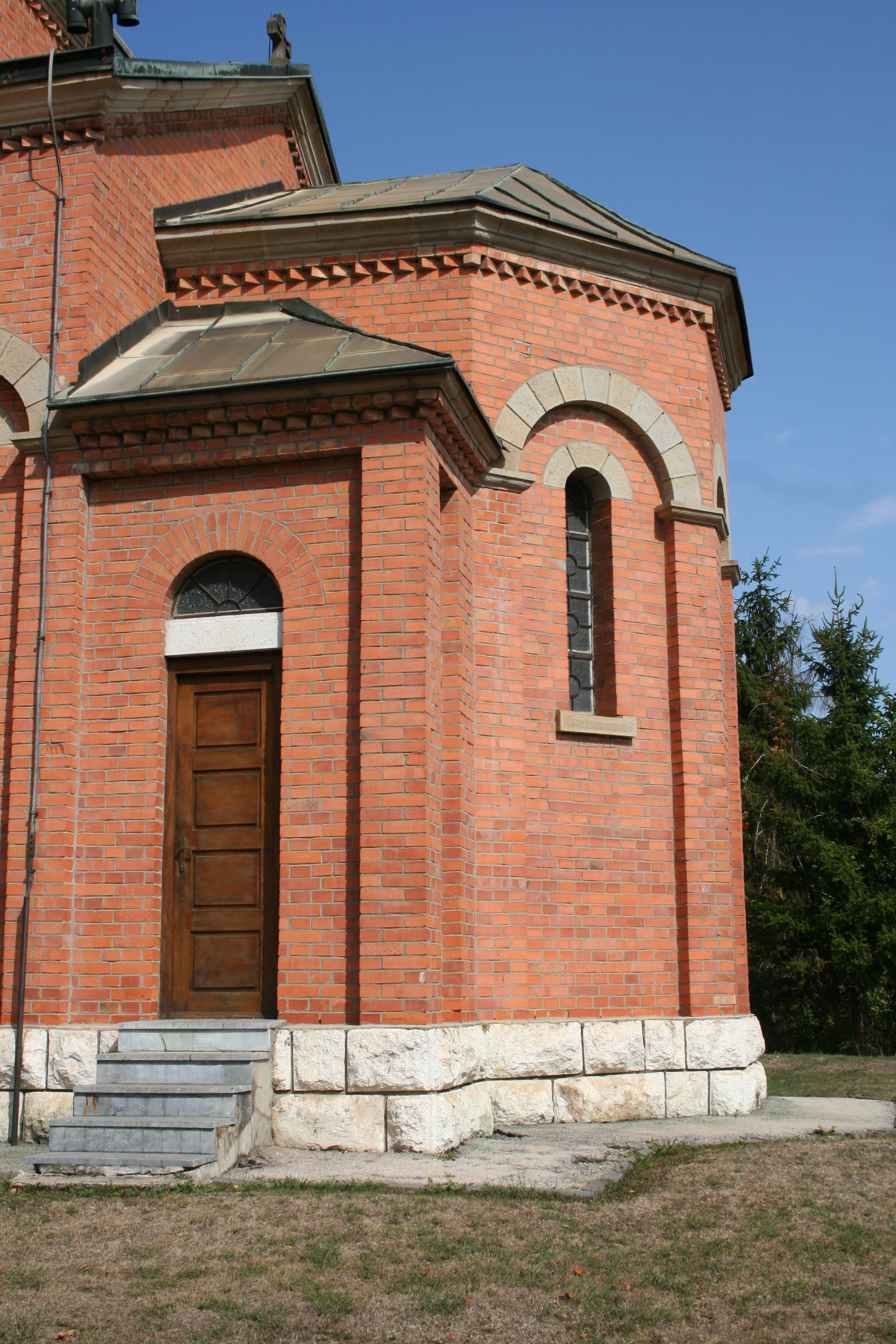
Baksidan och absiden.
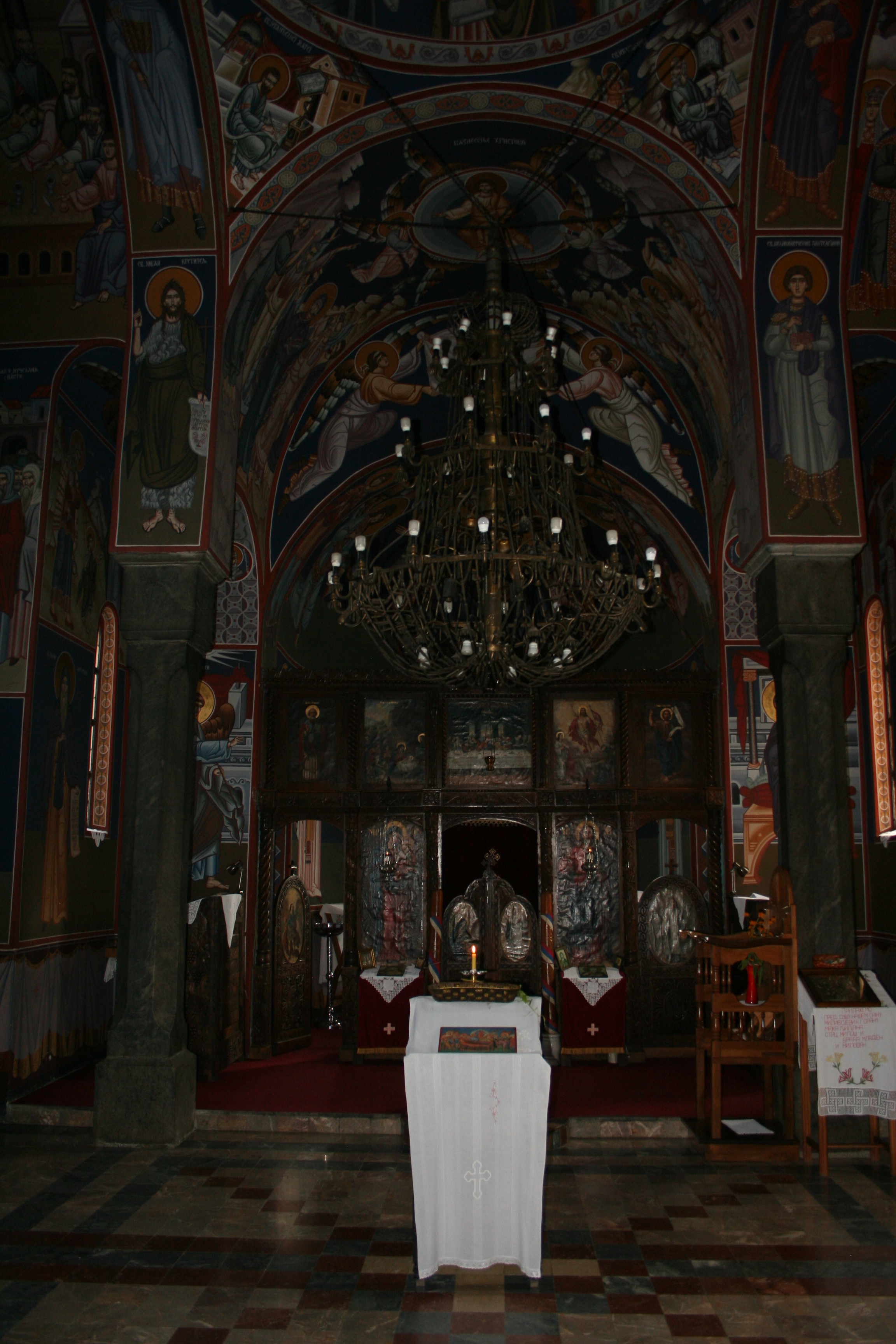
Kyrkans interiör mot ikonostasen.
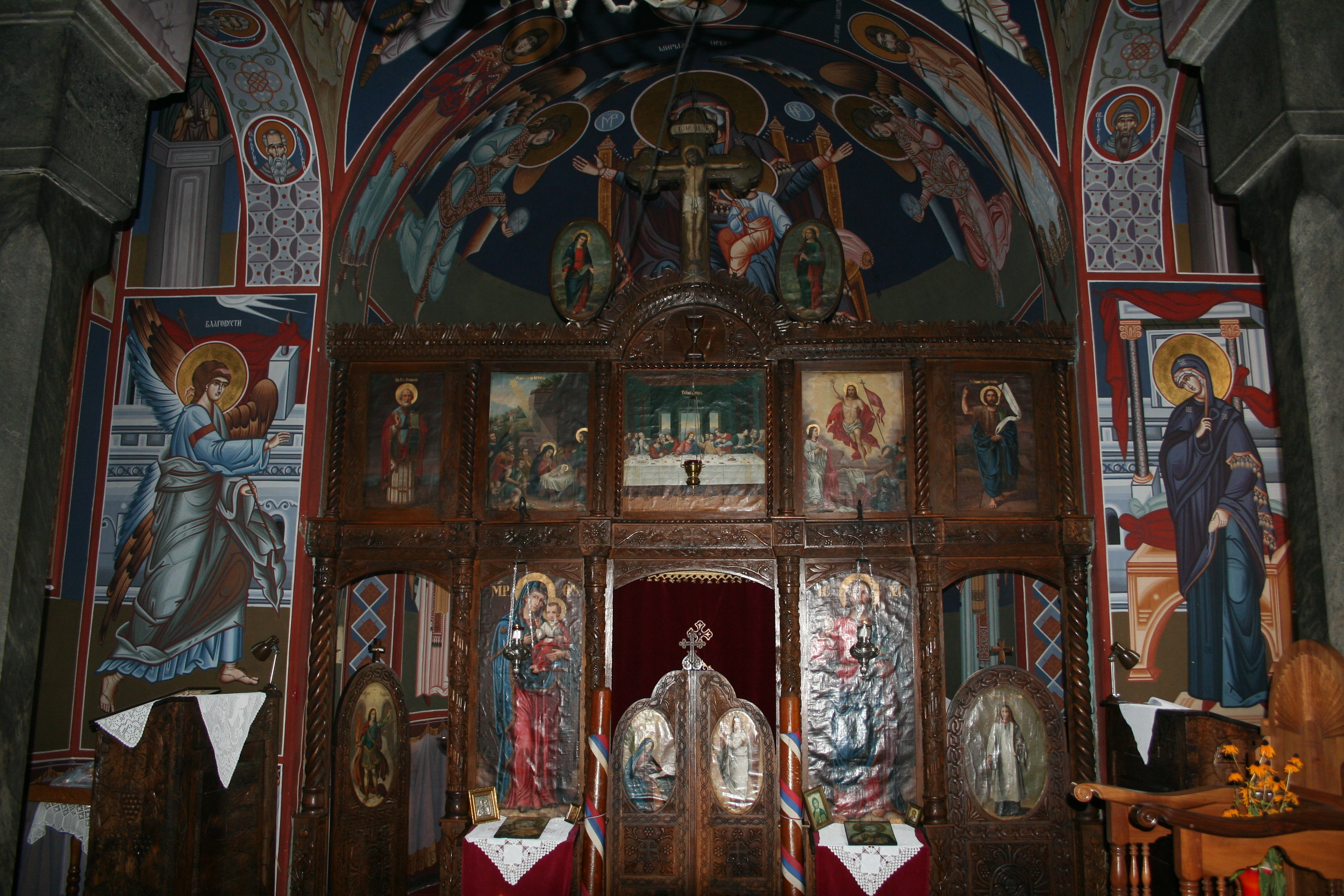
Närbild på ikonostasen.